# モーニングスター (船)
モーニングスター（Morning Star）は、1814年にトレス海峡で難破した船。
モーニングスターはインドのカルカッタで建造された140トンのブリッグであった。1814年7月の2日または3日に、シドニーからバタビアに向かっていたモーニングスターはトレス海峡で難破した。1814年9月30日、ブービー島のそばを通ったイライザ（Eliza）という船が、島に白い旗が掲げられているのを見つけた。調査のためボートが送られ、モーニングスターの船員5名が発見された。彼らは、9月25日に船長ロバート・スマート（Robert Smart）が船員9人と共に島を離れティモール島へ向かったと述べた。しかし、彼らがティモール島に到着したという記録はない。イライザに救助された5人、船長および船長と共にティモール島へ向かった者のほか、22人の船員が溺死したようである
。